# بني خيار
بني خيار إحدى مدن الجمهورية التونسية، تقع في ولاية نابل، تبعد 4 كم عن مدينة نابل و 70 كم عن العاصمة تونس.

## تاريخ
يعود تاريخ تأسيس بني خيار إلى القرن الحــادي عشر ميلادي على إثر زحف بني هلال على تونس حيث أقبل على البلاد التونسية الأخوان هلال وخيار واستقر الأول في مدينة قصر هلال اليوم بينما واصل شقيقه خيارٌ سيرَه حتى وصل إلى مكان وجد به ماء وخضرة فاستقر به، ثم بنى مساكن لأهله ومرافقيه وأحاطها بسور تتوسطها ساحة كبيرة تعرف اليوم بالقصر، له مدخل واحد يغلق ويفتح تحسبا لكل هجوم مفاجئ سواء من المغيرين أو من الحيوانات المفترسة على مواشيهم. وشيئا فشيئا توسع البنيان وانتشر وبنى جامعاً مواجها للقصر يطلق عليه «الجامع الكبير». ووجه تسمية «بني خيار» بهذا الاسم يعود إلى أن هلال أراد أن يعرف شيئا عن أخبار أخيه خيار الذي لا يعرف مكانه فأخذ يبحث عنه حتى وصل إلى هذا المكان فقال هذا بني خيار (يعني هذا البناء والتجمع السكني لا بد أن يكون لأخي خيار وأهله) انطلقت التسمية من هناك.[بحاجة لمصدر]
معلومات أخرى:
إداريا، بني خيار هي معتمدية تضم كلا من بني خيار، المعمورة، ديار بن سالم، الصمعة، الحلفاء، غرداية، الكنايس، مزنين وتتبع ولاية نابل، تضم 46.550 ألف نسمة في عام 2019، مركزها بلدية بني خيار وتضم 26.540 نسمة بحسب إحصائيات 2019
المدينة هي ظاهرة التمديد، من بانقالوات والمتاجر قيد الإنشاء في جنان بني خيار لتطوير الإمكانات السياحية.
ومن المعروف أن مركز رئيسي للحرفيين من نسج الصوف وإنتاج السجاد ومطرزات. كما أنه من ميناء مزدحم تستكمل منطقة صناعية. وهناك مشروع لمحطة تحلية مياه البحر بواسطة الطاقة الشمسية التي يجري اختبارها.
بني خيار تنظم مهرجانا سنويا للموسيقى المقدسة خلال النصف الأول من شهر رمضان. وكان هذا المهرجان الذي أنشأه محمد حبيب بوتيتي.
و مهرجان الزهر أيضاً والذي يباع فيه كل من الزهر المقطر والعطرشاء وشتى أنواع الزهور والتحف والأواني التقليدية إلى غيرها
قطاع التعليم ويتمحور هذا البرنامج حول ثلاثة كتاب، مدرسة ثانوية ومدرسة إعدادية وخمسة مدارس ابتدائية.
في مجال الرياضة، لها فريق كرة اليد، «البعث الرياضي ببني خيار» (EBSBK)، الذي كوّن العديد من اللاعبين. ومن بينهم اللاعب «مروان مقايز» وقد تميز على الصعيدين الوطني والدولي، حارس مرمى الفريق الوطني التونسي لكرة اليد ذكور، ويلعب في فريق مونبلييه لكرة اليد (موسم 2006-2007).
وعدة أسماء أخرى والتي تميزت على الصعيد الوطني والعالمي على غرار محمد سوسي لاعب مونبيلي الفرنسي والمنتخب التونسي وصبحي سعيد لاعب المنتخب والنجم الساحلي واسكندر الزايد لاعب المنتخب والنادي الأفريقي واللاعب الدولي السابق بسام المرابط وحمدي عيسى لاعب الترجي...
من أبرز جمعيات المجتمع المدني بالمدينة جمعية كلنا بني خيار للتنمية والتي تشرف على تنظيم مهرجان الزهر بالربيع شهر مارس ومهرجان الحوت بالصيف شهر أوت حيث أن الزهر والحوت هما ميزتان لمدينة بني خيار
من حيث البنية التحتية، لها دار الشباب والثقافة، ونادي للأطفال، وكشافة وقاعة للألعاب الرياضية تحمل اسم«حمادي دروري».

## الاحياء في بني خيار
تمثل الأحياء في بني خيار روح البلاد فأغلب الأحياء شعبية والكل أصدقاء
ومن أبرز الأحياء في بني خيار نذكر: المنشية، الشعبية، حاف السيدة، حاف عيشة، حي النسيم، البحيرة، حاف عبد اللطيف جنان بني خيار، حاف الغربي وغيرهم

## أعلام
- مروان مجايز
- منصف بلحاج عمر
- حمدة سعيد